# Goi
Goi, auch Goj (jiddisch גוי goj, Plural גוים gójim), ist ein auch im Deutschen verwendetes jiddisches Wort, das einen Nichtjuden bezeichnet, manchmal auch einen Juden, der sich nicht an die Vorschriften des jüdischen Gesetzes hält. Es geht auf das hebräische Wort goj (גּוֹי, Plural גּוֹיִם gojím) mit der Bedeutung „Nation“ oder „Volk“ zurück. Im Deutschen ist die Verwendung von Goi auch in abfälliger Form bekannt.

## Formen, Bedeutungsentwicklung
Das Wort goj ist in der hebräischen Bibel eines der vier Wörter mit der Bedeutung „Volk“ oder „Nation“; die anderen drei sind עַם ʿam, לְאֹם leʾom und viel seltener אֻמָּה ʾummah. Es gibt zahlreiche Parallelismen zwischen diesen Wörtern: z. B. Hab 2,13  (ʿam, leʾom), Ps 2,1  (goj, leʾom), Ps 33,10  und Zef 2,9  (goj, ʿam), Ps 117,1  (goj, ʾummah). Sie sind also soweit als synonym empfunden worden, gerade in der Bedeutung „Vielzahl der Völker oder Nationen der Welt“. Daraus, dass „mein Volk“ (gemeint ist Gottes Volk) als עַמִּי ʿammi wiedergegeben wird, hat sich wohl die Wortverwendung ergeben, dass goj eher andere Völker als das jüdische bezeichnet; ausschließlich ist diese Bedeutung aber nicht. Insofern ist die Übersetzung „Heiden“ wie bei Luther zu eng und irreführend. Ein spezielles Wort für einen einzelnen Nichtjuden gibt es in der hebräischen Bibel nicht. Ein im jüdischen Gebiet lebender Nichtjude wird als גֵּר ger ‚Siedler‘, ‚Migrant‘ bezeichnet, und die außerhalb lebenden zusammenfassend als gojim ‚Völker‘.
Die hebräische Form für eine nichtjüdische Frau ist גּוֹיָה gojah (Plural: גּוֹיוֹת gojoth; jiddisch: goje, gojte; Plural: gojes, gojtes), die adjektivische jiddische Form ist gojisch (גוייִש); für nichtjüdische Frauen existiert auch der Ausdruck שיקסע Schickse. Heute wird Goj meist als generelle Bezeichnung der Nichtisraeliten (לֹא־יְהוּדִים lo-jehudim ‚Nichtjuden‘) verwendet, obwohl der Begriff auch in der ursprünglichen Bedeutung („Volk“, „Nation“) gebräuchlich ist.
Symbolische Bedeutungen des Wortes aus der Zeit der Entstehung des Tanach sind weiterhin „Heuschreckenschwarm“ und „alle Arten von Bestien“. In Joel 1,6  wird der „Heuschreckenschwarm“ offensichtlich als Metapher für eine einfallende Armee verwendet. Entsprechend wird עם י z. B. als den goyim entgegenstehend und als „Menschen unter Waffen“, „mächtige Kraft“, „kämpfen“ und „im Konflikt [mit Übeltätern]“ wiedergegeben. גּוֹי (Goi) kann auch mit „Herden“ oder „Tierschar“ übersetzt werden.
Die Bezeichnung Goj tritt erstmals in der Tora in Gen 10,5  auf, wo es alle Völker bezeichnet. In Gen 12,2  erfährt Abraham, dass er Stammesvater eines גּוֹי גָּדוֹל goj gadol, eines „großen Volkes“, sein wird, was unter anderem die späteren Israeliten einschließt. An diesen Stellen hat das Wort Goj also keine Bedeutung, die im Gegensatz zu Israeliten steht. In den Hallel-Psalmen 113–118 kommen sowohl einschließende (Ps 113,4 , Ps 117,1 ) als auch abgrenzende (Ps 115,2 , Ps 118,10 ) Verwendungen vor.
Als שבת גוי Schabbesgoi, Shabbesgoi oder auf Deutsch auch Sabbat-Goi, im Hebräischen גּוֹי שֶל שַׁבָּת goj schel schabbath, wird ein nichtjüdischer Bediensteter bezeichnet, der in einem jüdischen Haushalt oder einer jüdischen Einrichtung am Schabbat die für Juden untersagten Arbeiten ausführt.
Wenn der Ausdruck Goj von Juden auf andere Juden angewendet wird, ist dies gleichfalls ein pejorativer Hinweis auf „unjüdisches“, gemeint unkorrektes Verhalten wie etwa schwarzfahren, die jiddische Zeitung nicht teilen wollen oder unfreundlich zum Nachbarn sein.